# Jiří Horák (fyzik)
Jiří Horák (6. srpna 1929 Jičín – 11. října 2023) byl český vědec, odborník na teoretickou fyziku a meteorologii. Je autorem či spoluautorem mnoha článků a monografií se zaměřením na zmíněnou meteorologii, teoretickou fyziku, teorii chaosu či fraktální geometrii.

## Život
Pocházel z Jičína. Vystudoval Matematicko-fyzikální fakultu Univerzity Karlovy. Pracoval v oddělení Geofyzikálního ústavu v Hradci Králové, kde se věnoval teorii turbulentní difuze. Po přestěhování do Prahy v roce 1965 a přechodu na pražské pracoviště Ústavu fyziky atmosféry se zaměřoval na problémy spojené s teorií turbulence a aplikace teorie dynamických systémů v geofyzikální hydrodynamice. Zúčastnil se řady sympozií, konferencí, pronesl mnoho přednášek.
Získal pamětní medaili Československé akademie věd a v roce 1989 dostal stříbrnou plaketu za rozvoj ve fyzikálních vědách. Za publikaci Deterministický chaos a matematické modely turbulence získal v roce 1998 se spoluautorem Ladislavem Krlínem Literární cenu Josefa Hlávky v kategorii Vědy o neživé přírodě.